# Bonaventura Ferrazzutto
Bonaventura Ferrazzutto detto Ventura (Venezia, 5 marzo 1887 – Hartheim, 4 ottobre 1944) è stato un politico e partigiano italiano proveniente da una famiglia di origine friulana, di Coseano.

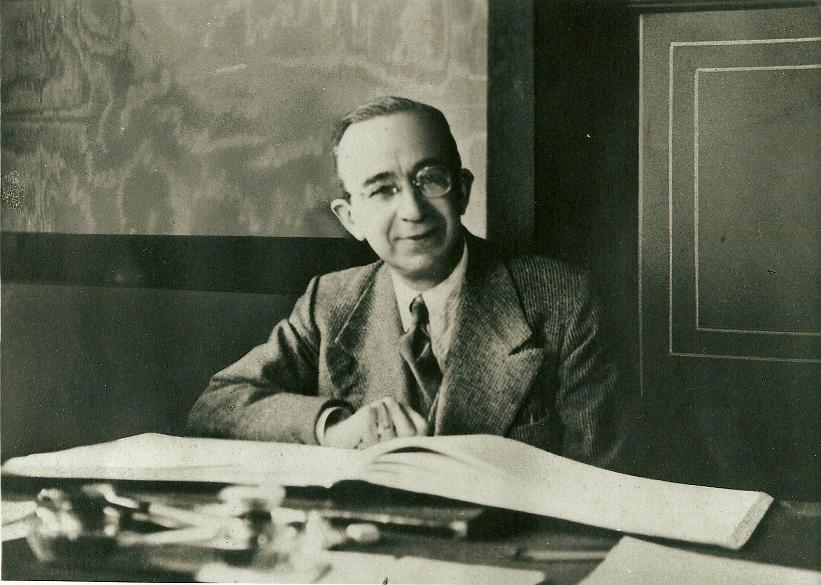

Il padre Antonio gestiva una trattoria in Calle dei Fabbri a Venezia nei pressi di Campo S. Luca. Dopo le scuole elementari frequenta le secondarie tecniche, com'erano chiamate allora le scuole professionali commerciali. Giovanissimo entra nel movimento socialista veneziano, conosce Giacinto Menotti Serrati, esponente di spicco dell'ala massimalista del PSI, direttore del settimanale veneziano “Il secolo Nuovo“ e segretario della Camera del Lavoro della città. L'amicizia con Serrati lo condurrà a divenire poi il suo più stretto collaboratore e segretario.
Nel 1914 Serrati è nominato direttore dell'Avanti!, il quotidiano del PSI, Bonaventura Ferrazzutto lo segue a Milano. Egli infatti è oggetto di un provvedimento di allontanamento dalla sua città, perché neutralista, pacifista e antimilitarista. In questo periodo sposa Elvira Pillon, pure lei veneziana, che poi sarà dirigente del movimento delle donne socialiste. Entra negli ambienti socialisti milanesi costruendo rapporti di amicizia con Angelica Balabanoff, Claudio Treves e molti altri. Dopo un periodo di attività  presso la Camera del Lavoro di Milano, ove si occupa della stipula dei primi contratti nazionali di lavoro, passa all'amministrazione dell'Avanti!
Quando Giacinto Menotti Serrati fonda il PC d'Italia ed esce dal partito socialista, egli rimane nel PSI con i riformisti. Pietro Nenni assume allora la direzione del giornale e Ventura Ferrazzutto ne diviene l'amministratore. L'amicizia con Nenni diviene molto stretta. Nel 1922 dopo il secondo assalto dei fascisti la tipografia del quotidiano socialista è totalmente distrutta ed il giornale deve chiudere. Ferrazzutto con i linotipisti del quotidiano accetta la proposta di Angelo Rizzoli di passare alle sue dipendenze e collabora con l'editore milanese che voleva sviluppare la sua attività. Lavora gomito a gomito con l'intelligente imprenditore milanese e ne ottiene stima e fiducia tanto ch'egli lo nomina poco dopo procuratore generale della Angelo Rizzoli Editore.
Sono questi gli anni dell'avvio dell'industria cinematografica italiana e Ferrazzutto si impegna nella costruzione della casa cinematografica dell'editore milanese e giunge alla realizzazione nel 1934 del primo film parlato in lingua italiana "La signora di tutti". In questi anni è anche protagonista dello sviluppo di quel rapporto di amicizia che legherà Angelo Rizzoli a Pietro Nenni e al Partito Socialista Italiano. Dopo essere stato oggetto di particolare sorveglianza durante il ventennio, Bonaventura Ferrazzutto con il crollo del fascismo entra nella lotta partigiana milanese. Approfitta del suo ruolo nella Rizzoli e avvia con il CLNAI un'attività editoriale clandestina per la stampa di documenti falsi per l'espatrio di perseguitati, ebrei ed esponenti della Resistenza, mentre la sua casa di Cannero sul lago Maggiore, divenne rifugio di molti perseguitati, mentre quella milanese diviene un centro di cospirazione. In essa si incontrano i dirigenti del MUP (Movimento di Unità Proletaria) Lelio Basso, Cesare Musatti, Antonio Greppi, Veratti ed altri resistenti.
Ferrazzutto fu anche uno dei fondatori del Centro Clandestino Raccolta Notizie, creato a Milano dai redattori dell'Avanti! che sarà assai importante per l'azione del CLNAI. Vale qui la pena ricordare che sono ben 34 i giornalisti della testata, delle redazioni di Roma e Milano, caduti nella lotta di liberazione nazionale. Per una banale delazione Ventura Ferrazzutto nel 1943 viene arrestato dalla Gestapo sotto casa a Milano in via Locatelli 5 e trasferito nel campo di sterminio di Mauthausen. Nella prigionia non viene meno il suo impegno antifascista ed entra a far parte del Comitato di Liberazione Internazionale del lagher con Franco Ferrante, giudice a Milano, Alberto Giuliani, operaio alla Tosi e Antonio Molino, dirigente della Caproni, come evidenzia il Pappalettera nel suo “Tu uscirai per il camino“ edito da Mursia. Il comitato internazionale organizza la rivolta poi detta rivolta dei Russi, che consente la fuga di molti prigionieri poi in parte ricatturati. Bonaventura Ferrazzutto è successivamente trasferito nel Castello di Hartheim, lagher nel quale i prigionieri erano oggetto di brutali esperimenti scientifici. Qui muore il 4 ottobre 1944 (data presunta) all'età di cinquantasette anni. Di lui non si avranno più notizie, sarà uno dei molti usciti per il camino.
La notizia della morte di Ferrazzutto giunta a Milano suscitò una grande eco nel popolo socialista come testimonia una lettera di Lelio Basso a Pietro Nenni del 10 marzo del 1945.
Il 1º maggio 1945 il quotidiano socialista Avanti! esce con la foto di Ferrazzutto in prima pagina a ricordo di una vita interamente spesa per il mondo del lavoro, la libertà ed il movimento socialista. La Federazione veneziana del PSI intitolerà la sezione di Marghera alla sua memoria ed anche una la federazione milanese. Angelo Rizzoli, in ricordo di questo suo stretto collaboratore, nel nuovo stabilimento di via Civitavecchia a Milano, ora via Angelo Rizzoli vorrà una lapide marmorea affinché il suo contributo allo sviluppo dell'impresa editoriale non sia mai dimenticato.